# 4176 Sudek
4176 Sudek eller 1987 DS är en asteroid i huvudbältet som upptäcktes den 24 februari 1987 av den tjeckiske astronomen Antonín Mrkos vid Kleť-observatoriet i Tjeckien. Den är uppkallad efter Josef Sudek.
Asteroiden har en diameter på ungefär 18 kilometer och den tillhör asteroidgruppen Themis.